# Thil (Ain)
Thil település Franciaországban, Ain megyében. Lakosainak száma 1208 fő (2022. január 1.). Thil Beynost, La Boisse, Niévroz, Jonage és Meyzieu községekkel határos.

## Népesség
A település népessége az elmúlt években az alábbi módon változott:
| Lakosok száma | 364  | 588  | 769  | 1062 | 1021 | 1057 | 1088 | 1087 | 1103 | 1208 |
|               | 1968 | 1982 | 1990 | 2006 | 2013 | 2015 | 2017 | 2019 | 2020 | 2022 |